# Península de Cosigüina
Para los islotes, véase Islotes de Cosigüina.
Para el volcán, véase Volcán Cosigüina.
La Península de Cosigüina es un accidente costero ubicado al oeste de Nicaragua y es un área protegida reconocida como reserva natural y refugio de vida silvestre por el Ministerio del Ambiente y los Recursos Naturales (MARENA). Se localiza en el extremo noroccidental del municipio de El Viejo, departamento de Chinandega de este país centroamericano. También era llamado "Lacoalguina".
El territorio que ocupa la península de Cosigüina fue declarado como zona de refugio o asilo para la protección a los animales silvestres, mediante un decreto publicado por el gobierno de Nicaragua, el 2 de septiembre de 1958.

## Descripción
La península de Cosigüina es la más grande de Nicaragua. Tiene una extensión de 93,085 hectáreas, que equivale al 19.3 % de la superficie departamental. Limita al norte con el Golfo de Fonseca y el Estero Real, al oeste y sur con el Océano Pacífico y al este con la planicie volcánica del valle de Buena Vista.
En la península se encuentra la Reserva Natural Volcán Cosigüina (RNVC), declarada mediante decreto publicado por el gobierno de Nicaragua, el 19 de septiembre de 1983. El área de amortiguamiento de la Reserva Natural Volcán Cosigüina, inicia en la comunidad El Congo, localizada a 39 kilómetros de la ciudad de El Viejo (casco urbano o cabecera del municipio de El Viejo), hasta finalizar en el sector de Punta Ñata por la parte suroeste y en el sector de Potosí por la parte noreste del volcán Cosigüina, que es propiamente el área protegida de dicha Reserva Natural.

## Toponimia
El lingüista Daniel Garrison Brinton, a finales del siglo XIX logró establecer que "Cosigüina", es una palabra cuyo significado se desconoce, pero puede proceder de alguna de las lenguas Lenmichíes, sea del idioma Lenca o sea del idioma Matagalpa.
Las terminaciones de las palabras "Güi", "Pan", "Li", entre otras, están vinculadas a estas lenguas chibchenses, por lo que en consecuencia, palabras similares a Yalagüina, Palacagüina, Cosigüina, Chamulpan, Chichigalpan, Matagalpan, Juigalpan, Yalí, Chuslí, Panali, Nacaralí, Cuyalí, Estelí, son propias de pueblos de origen chibcha, de procedencia sudamericana, que también llegaron a establecerse a lo largo de la costa del Océano Pacífico de la actual Nicaragua, en épocas anteriores a la llegada de los pueblos de origen mangue y nahoa, de procedencia mesoamericana.